# Viala-du-Tarn
Viala-du-Tarn (okzitanisch: Lo Vialar de Tarn) ist eine französische Gemeinde mit 527 Einwohnern (Stand: 1. Januar 2022) im Département Aveyron und in der Region Okzitanien (vor 2016: Midi-Pyrénées). Sie gehört zum Kanton Tarn et Causses und zum Arrondissement Millau. Die Einwohner werden Vialarains genannt.

## Lage
Viala-du-Tarn liegt etwa 16 Kilometer westsüdwestlich von Millau am Fluss Tarn. Das Gemeindegebiet gehört zum Regionalen Naturpark Grands Causses. Umgeben wird Viala-du-Tarn von den Nachbargemeinden Salles-Curan im Norden, Montjaux im Osten und Nordosten, Saint-Rome-de-Tarn im Süden und Südosten, Saint-Victor-et-Melvieu im Süden und Südwesten sowie Ayssènes im Westen.

## Einwohnerentwicklung
| Jahr                       | 1962 | 1968 | 1975 | 1982 | 1990 | 1999 | 2006 | 2018 |
| Einwohner                  | 826  | 671  | 581  | 539  | 533  | 525  | 538  | 531  |
| Quellen: Cassini und INSEE |      |      |      |      |      |      |      |      |

## Sehenswürdigkeiten
- Dolmen von Cazarède, seit 1997 Monument historique
- Kirche Saint-Saturnin in Viala
- Kirche Saint-Symphorien in Saint-Symphorien
- Kirche Saint-Pierre in Ladepeyre
- Kirche Saint-Martin in Coudouls
- Kirche Saint-Sauveur in Pinet
- Kapelle Saint-Jacques in Minier
- Kapelle Notre-Dame in Plescamps
- Kapelle Saint-Étienne in Meilhas
- Reste der Ortsbefestigung
- mittelalterliche Ortskerne

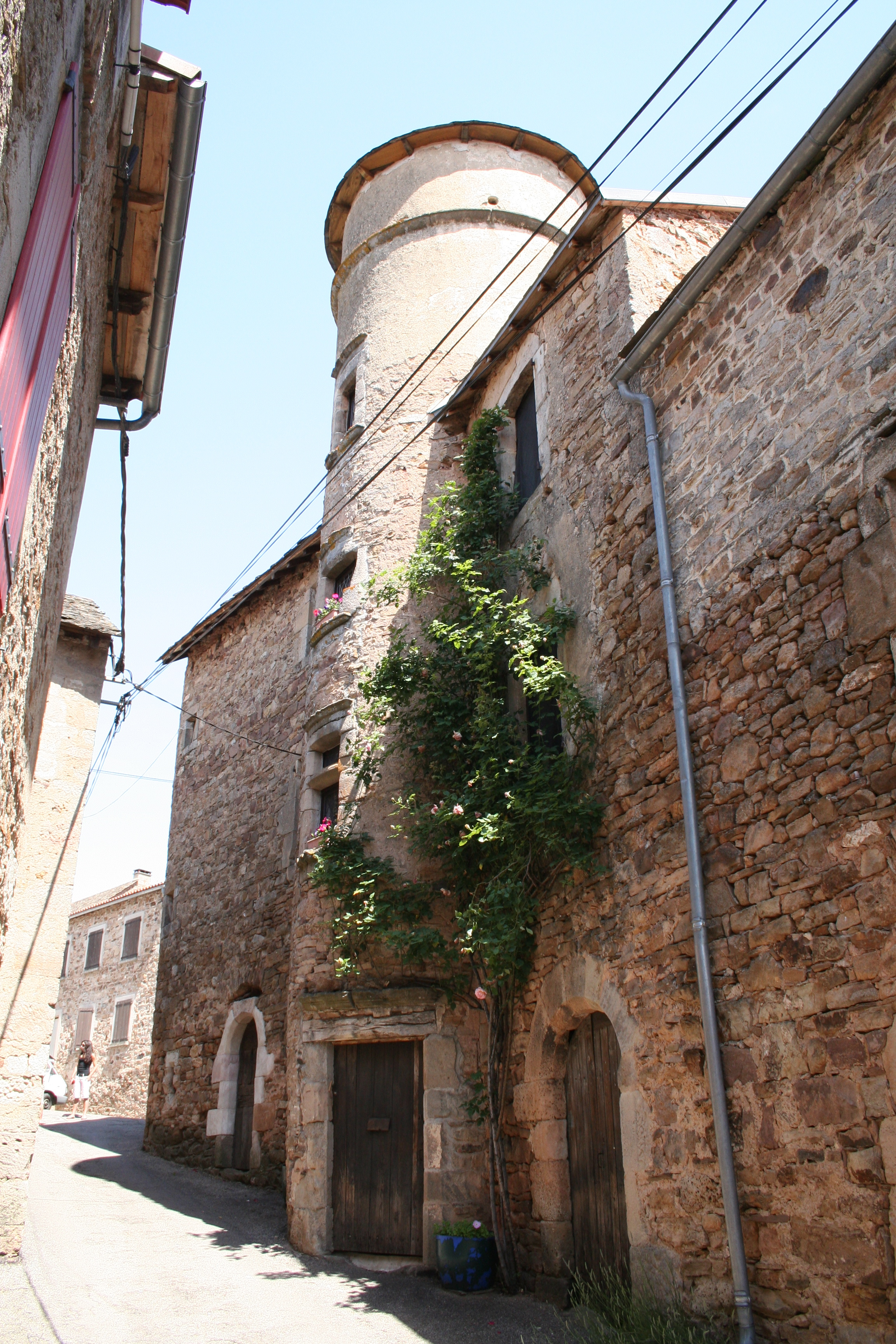
Turm in der Ortschaft Viala
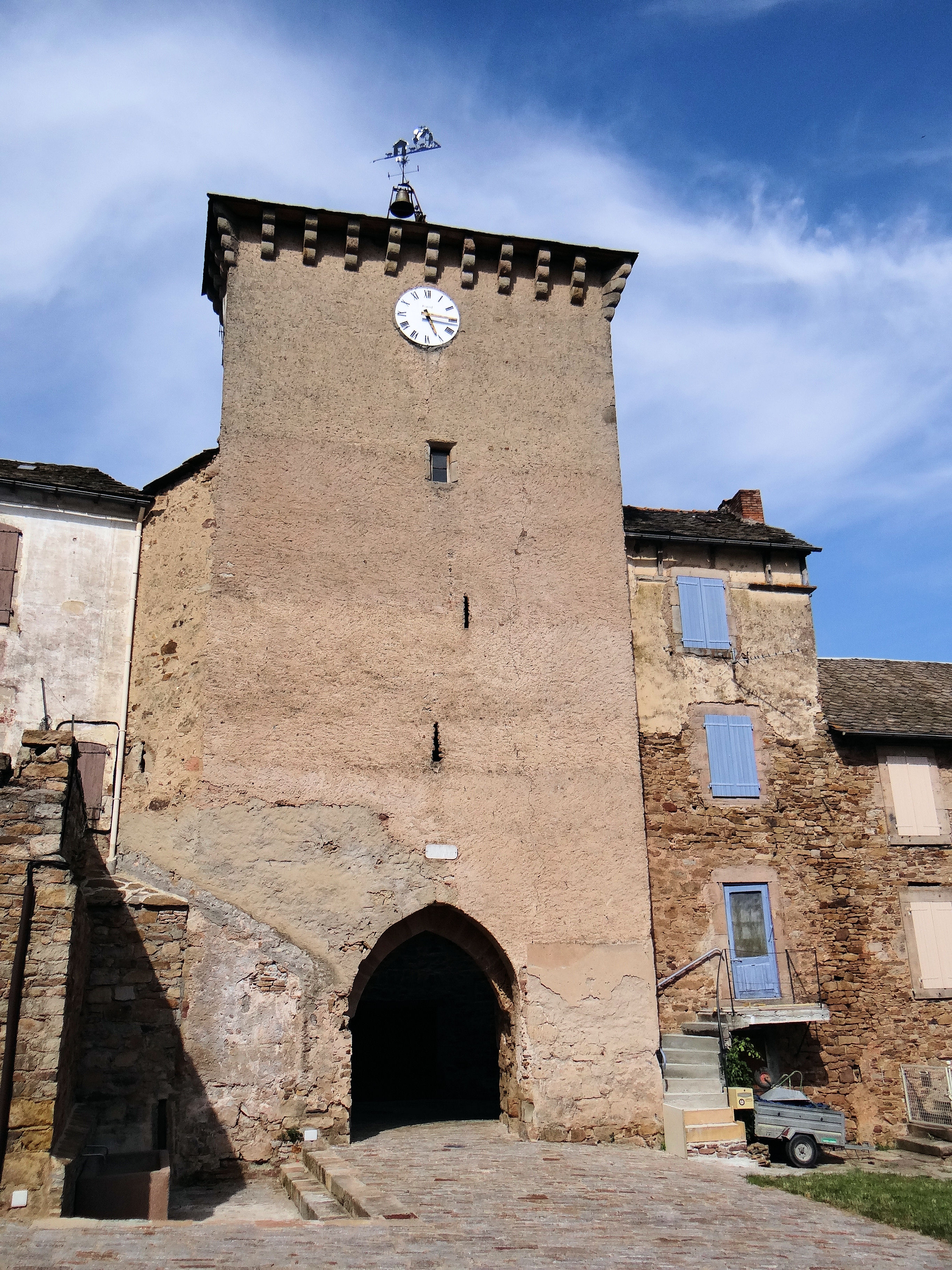
Ortsbefestigung und Tor von Viala